# Cornwall hercege
Cornwall hercege Anglia egyik királyi hercegségnek, a Cornwall hercegségnek az uralkodója, a cím az egyik legelőkelőbb és legmagasabbra sorolt nemesi cím. A hercegség azzal a kifejezett céllal jött létre, hogy jövedelmet biztosítson a trónörökösnek. A brit uralkodó legidősebb fia születéskor vagy szülője trónra kerülésekor automatikusan megkapja a hercegséget és a Cornwall hercege címet. Cornwall herceg haszonélvezője a hercegség vagyonának, élvezi a hercegség nettó jövedelmét, de nem rendelkezik közvetlen tulajdonjoggal, nincs joga saját hasznára eladni a hercegség vagyonát.
Abban a pillanatban, amikor II. Erzsébet brit királynő meghalt, a fia, III. Károly lett a király és Károly legidősebb fia – Vilmos – a trónörökös és így Cornwall hercege. A Cornwall hercege címet a hivatalos (rövid) megszólításában csupán két napig – 2022. szeptember 8–9. – használta, mert szeptember 9-én az uralkodó Walesi herceggé nevezte ki. Az utóbbi cím magasabb a nemesi cím hierarchiában, mint a Cornwall hercegé.

## Történelem
Geoffrey of Monmouth A brit királyok története (1136) könyvében azt állítja, hogy Cornwall hercege Uther Pendragon király alatt fellázadt, amikor a király megszállottja lett Gorlois feleségének, Igraine-nek. Uther megölte Gorloist és elvette Igraine-t: a fia Artúr király volt. Ennek a történetnek nincs bizonyítható részlete, így nem tekinthető első hivatkozásnak Conrwall hercegére.
1337. március 17-én III. Eduárd angol király az Cornwall grófságot hercegséggé emelte, első hercegének fiát, Eduárdot tette meg. A Fekete Hercegként is ismert trónörökös apja életében, 1376-ban meghalt, így a Cornwall hercegség megszűnt.
III. Eduárd másodszor is létrehozta a Cornwall hercegséget, elhunyt fiának legidősebb fiát, a későbbi II. Richárd angol királyt tette meg herceggé. Hiába volt Richárd trónörökös, nem lehetett Cornwall hercege, mert nem a fia, hanem az unokája volt az uralkodónak. II. Richárd 1377-ben lépett trónra, a Cornwall hercege cím ekkor egyesült a koronával – nem szűnt meg, mert nem halálozott el utolsó viselője. A koronától IV. Henrik angol király uralkodása alatt, 1399-ben vált ki, amikor legidősebb fiának, a későbbi V. Henrik angol királynak adományozta a címet.
1547-ben VI. Eduárd trónra lépésével a cím megszűnt, mert a királynak nem volt és nem született gyereke. I. Jakab 1603-as trónra lépése újra kreálta a Cornwall hercege címet idősebb fia, Henrik Frigyes walesi herceg számára. A cím – bátyja halála miatt – öccséé, a későbbi I. Károlyé lett.
I. Károly király halálakor a koronaföldek a parlament irányítása alá kerültek – bővebben: angol polgárháború (1642-51) és angol forradalom (1640-49) – egészen 1660-ig.
Jakab Eduárd, II. Jakab fia, Cornwall hercege lett születésekor 1688-ban. Bár apja elveszítette a trónt, Jakab Eduárdot nem fosztották meg címeitől és kitüntetéseitől. Az uralkodó Jakabot 1702. március 2-án hazaárulónak nyilvánította – az apja elveszített trónjainak követelése miatt –, és így címei az angol törvények értelmében elvesztek. Gúnyneve az idősebb trónkövetelő (Old Pretender) lett, az ifjabb trónkövetelő fia, Károly Eduárd Stuart volt, akit a skót nép Bonnie Prince Charlie-ként emleget.
Frigyes walesi herceg halála (1751) után II. György örököse unokája, Frigyes legidősebb fia, a leendő III. György lett. Az ifjú György herceget Wales hercegévé nyilvánította nagyapja, de nem lett Cornwall hercege, mert nem a fia, hanem a király unokája volt.

## Cornwall hercegei
| A herceg neve                                       | Uralkodó                                  | Kinevezés dátuma        | Megszűnés dátuma                             | Wales hercege és Chester grófja         | Rothesay hercege, Lord of the Isles, Prince és Great Steward of Scotland. | más fontos címek |
| --------------------------------------------------- | ----------------------------------------- | ----------------------- | -------------------------------------------- | --------------------------------------- | ------------------------------------------------------------------------- | --- |
| Edward of Woodstock                                 | III. Eduárd                               | 1337                    | 1376 meghalt                                 | 1333 Chester grófja, 1343 Wales hercege |                                                                           | Aquitania hercege (1362–1372) |
| Henry of Monmouth                                   | IV. Henrik                                | 1399                    | 1413 király lett                             | 1399                                    |                                                                           | Aquitania hercege (1390), Lancaster hercege (1399) |
| Henry of Windsor                                    | V. Henrik                                 | 1421 születésével       | 1422 király lett                             |                                         |                                                                           | Aquitania hercege (1421) |
| Lancasteri Eduárd walesi herceg                     | VI. Henrik                                | 1454 (charter)          | 1471 meghalt                                 | 1454                                    |                                                                           | |
| Yorki Eduárd                                        | IV. Eduárd                                | 1471 (charter)          | 1483 király lett                             | 1471                                    |                                                                           | Earl of March (1479), Earl of Pembroke (1479) |
| Yorki Eduárd walesi herceg                          | III. Richárd                              | 1483 apja trónra lépett | 1484 meghalt                                 | 1483                                    |                                                                           | Earl of Salisbury (1478) |
| Artúr walesi herceg                                 | VII. Henrik                               | 1486 születésével       | 1502 meghalt                                 | 1489                                    |                                                                           | |
| Tudor Henrik                                        | VII. Henrik                               | 1502 bátyja meghalt     | 1509 király lett                             | 1504                                    |                                                                           | York hercege (1494) |
| Henrik Cornwall hercege                             | VIII. Henrik                              | 1511 születésével       | 1511 meghalt                                 |                                         |                                                                           | |
| Tudor Eduárd                                        | VIII. Henrik                              | 1537 születésével       | 1547 király lett                             | 1537                                    |                                                                           | |
| Henrik Frigyes walesi herceg                        | I. Jakab                                  | 1603 apja trónra lépett | 1612 meghalt                                 | 1610                                    | 1594                                                                      | |
| Stuart Károly                                       | I. Jakab                                  | 1612 bátyja meghalt     | 1625 király lett                             | 1616                                    | 1616                                                                      | Albany hercege 1600, York hercege (1605), Ormond márkija, Ross grófja, Lord Ardmannoch (1600)                                                              |
| Charles James Stuart                                | I. Károly                                 | 1629 születésével       | 1629 meghalt                                 |                                         | 1629                                                                      | |
| Charles Stuart                                      | I. Károly                                 | 1630 születésével       | 1649 király lett                             | 1638                                    | 1638                                                                      | |
| Jakab Eduárd                                        | II. Jakab angol király                    | 1688 születésével       | 1702 hazaárulás miatt megfosztották címeitől | 1688                                    | 1688                                                                      | |
| George Augustus                                     | II. György                                | 1714 apja trónra lépett | 1727 király lett                             | 1714                                    | 1714                                                                      | Hannoveri választófejedelem, Cambridge hercege, korábban Cambridge márkija (-1727), Milford Haven grófja, Northallerton vikomtja, Tewkesbury bárója (1706) |
| Frigyes walesi herceg                               | II. György                                | 1727 apja trónra lépet  | 1751 meghalt                                 | 1727                                    | 1727                                                                      | Edinburgh hercege, Ely márkija, Eltham grófja, Launceston vikomtja, Snowdon bárója (1726)                                                                  |
| George Augustus Frederick                           | III. György                               | 1762 születésével       | 1820 király lett                             | 1762                                    | 1762                                                                      | |
| Albert Edward                                       | Viktória                                  | 1841 születésével       | 1901 király lett                             | 1841                                    | 1841                                                                      | Dublin grófja (1850) |
| George Frederick Ernest Albert                      | [[[VII. Eduárd brit király\|VII. Eduárd]] | 1901 apja trónra lépet  | 1910 király lett                             | 1901                                    | 1901                                                                      | York hercege, Inverness grófja, Killarney bárója (1892) |
| Edward Albert Christian George Andrew Patrick David | V. György                                 | 1910 apja trónra lépet  | 1936 király lett                             | 1910                                    | 1910                                                                      | |
| Charles Philip Arthur George                        | II. Erzsébet                              | 1952 anyja trónra lépet | 2022 király lett                             | 1958                                    | 1958                                                                      | Edinburgh hercege, Merioneth grófja és Greenwich bárója |
| William Arthur Philip Louis                         | III. Károly                               | 2022 apja trónra lépet  |                                              | 2022                                    | 2022                                                                      | Cambridge hercege, Strathearn grófja, Carrickfergus bárója (2011)                                                                                          |

## Külső hivatkozások
Duchy of Cornwall, a hercegség hivatalos honlapja